# Приморско-Ахтарск (аэродром)
Приморско-Ахтарск — аэродром совместного базирования в Краснодарском крае, расположенный на северо-западной окраине города Приморско-Ахтарска.
Оператор аэродрома - МО РФ.
На аэродроме дислоцирован 960-й гвардейский штурмовой авиационный полк в/ч 75387, входящий в состав 1-й гвардейской смешанной авиадивизии 4-й гвардейской армии ВВС и ПВО. На вооружении полка состоят штурмовики Су-25, Су-25УБ и Су-25СМ3.
Ранее аэродром также использовался Аэрофлотом, выполнялись рейсы МВЛ в Краснодар и Ейск на Ан-2 и Л-410. В н.в. пассажирские перевозки прекращены, здание аэровокзала и грунтовая ВПП 09R/27L используются Приморско-Ахтарским АТСК ДОСААФ (парашютный клуб «Русь»).

## Данные аэродрома
- Наименование: Приморско-Ахтарск (Primorsko-Akhtarsk)
- Принадлежность: МО РФ (совместного базирования ВВС и ДОСААФ)
- Индексы: ICAO - XRKP, внутренний - ЬРКП
- Превышение: 6 м (1 гПа)
- КТА: E46.06°, N38.24°
- Нкр.=(300-600)м
- ВПП 09C/27C
  - Ширина 40 м, длина 2499 м, покрытие - бетон
- ВПП (ДОСААФ) 09R/27L 
  - Ширина 56 м, длина 859 м, покрытие - грунт
- ВПП резервная 09L/27R
  - Ширина 70 м, длина 2500 м, покрытие - грунт
- Вертолётная площадка 130х30м
- Позывные: Вышка 124.0 МГц «Тональный» (МО), 126.025 МГц «Капрал» (ДОСААФ)
- Топливо: ТС, 100LL под заказ.

## История
В июне 1954 года из хутора Симоновка Ейского района, из-за ливневых дождей, размывших грунтовую взлетно-посадочную полосу, на аэродром Приморско-Ахтарск была переведена первая эскадрилья 1689-го учебного истребительного полка Ейского военно-морского авиационного училища.
25 марта 1955 года 1689-й учебный истребительный полк переименован в 960-й учебно-истребительный авиационный полк, с постоянным местом дислокации на аэродроме Приморско-Ахтарск. На вооружении полка в 1958 году поступили самолёты МиГ-15.
Этот полк несколько раз за свою историю реформировался и переподчинялся, но продолжает дислоцироваться на своём аэродроме и в настоящее время.
18 января 1963 года полк, вместе с аэродромом был переподчинён Краснодарскому объединенному военному летно-техническому училищу. 12 февраля 1964 года полк был переименован в 960-й учебный смешанный авиационный полк, в составе двух эскадрилий на Як-18, и одной транспортной. В течение 1965 года полк переформируется и получает технику, и состоит из двух эскадрилий L-29, одной Як-18 и одной транспортной. В 1969 году в полку остаются только учебные эскадрильи на L-29. С 1978 года происходит замена L-29 на новые L-39, и к маю 1990 года в составе полка 6 учебных эскадрилий L-39.
3 февраля 1993 года 960-й учебный авиационный полк переформирован в истребительный, с перевооружением на МиГ-29. Полк переподчинён 16-й гвардейской истребительной авиадивизии 4-й Воздушной Армии. Летом этого года на аэродром Приморско-Ахтарск перелетели две эскадрильи МиГ-27К расформированного 53-го гвардейского истребительного авиационного полка с аэродрома Шауляй бывш. Литовской ССР. Самолёты переданы на базу хранения в Тамбове. 26 ноября 1993 года, на базе двух эскадрилий из состава бывшего 53-го и одной эскадрильи бывшего учебного 960-го полка был сформирован 433-й штурмовой авиационный полк, вооруженный самолетами Су-25 и Су-25УБ. Но уже 1 ноября 1994 года новый полк был расформирован, а на его основе формируется 16-й штурмовой авиационный полк, местом постоянной дислокации был определён г. Таганрог. Боевое знамя и регалии перешли от 963-го инструкторского учебного Краснознаменного авиационного полка истребителей-бомбардировщиков.
1 мая 1998 года 960-й ИАП вновь переформируется, на этот раз в штурмовой, с переучиванием на Су-25. Боевое знамя полка, награды и исторический формуляр переданы от расформированного 16-го штурмового авиационного Краснознаменного полка из Таганрога (бывший 963-й инструкторский учебный Краснознаменный авиационный полк истребителей-бомбардировщиков).
Начиная с 1999 года 960-й штурмовой авиационный полк участвует в боевых действиях, во время контртеррористической операции на территории Чеченской республики и прилегающих к ней районах Северного Кавказа. В 2000, 2001, 2003 и 2004 гг., с дислокацией на аэродромах Моздок и Буденновск.
Во время войны с Грузией в 2008 году полк привлекался для авиационной поддержки абхазских и российских войск в Грузии, работая с аэродромов Краснодара.
В 2009 году в состав 960-го шап передана техника и часть личного состава от расформированного 461-го штурмового авиаполка из Краснодара.
1 декабря 2009 года 960-й штурмовой авиационный полк, 466-я авиационно-техническая база и 1576-й отдельный батальон связи и радиотехнического обеспечения были объединены в авиационную группу в/ч 12910-2 на аэродроме Приморско-Ахтарск, в составе 6971-й авиационной базы (Буденновск). Через год авиагруппа переподчинена 6972-й авиационной базе в Крымске.
Начиная с 2015 года часть личного состава и техники 960-го шап командируются в Сирию в состав авиационной группы ВКС в Сирии на авиабазу Хмеймим.

### Российско-украинская война
В 2014 году после аннексии Крыма Россией часть летно-технического состава и одну эскадрилью самолётов Су-25СМ передали на аэродром Гвардейское (Крым), во вновь формируемый 37-й смешанный авиационный полк. В этом же году авиагруппа вновь переформирована в 960-й штурмовой авиационный полк.
В период вторжения России на Украину с 2022 года аэродром используется для запуска БПЛА типа Shahed-136 и Shahed-131 по гражданским и критическим инфраструктурным объектам Украины..
В ответ на обстрелы Вооружённые силы Украины несколько раз запускали свои дроны по инфраструктурным объектам Приморско-Ахтарска. Повреждения получил жилой дом. 
Ночью 5 февраля 2025 года аэродром подвергся атаке БПЛА.